# بنجامين مارتن
بنجامين مارتن هو لاعب هوكي الحقل كندي، ولد في 18 أبريل 1987 في فانكوفر في كندا.

## وصلات خارجية
- بنجامين مارتن على موقع أوليمبيديا (الإنجليزية)
- بنجامين مارتن على موقع اللجنة الأولمبية الكندية (الإنجليزية)
- بنجامين مارتن على موقع اتحاد ألعاب الكومنولث (مؤرشف) (الإنجليزية)